# Herefordshire
Herefordshire (/[invalid input: 'icon']ˈhɛr[invalid input: 'ɨ']fərdʃər/) Herefordshire là một hạt lễ nghi trong khu vực West Midlands của Anh. Hạt có diện tích  km², dân số người. Thủ phủ hạt đóng ở. Đối với mục đích của Eurostat nó là một vùng NUTs 3 quả hạch (mã UKG11) và là một trong ba hạt bao gồm vùng NUTS1 "Herefordshire, Worcestershire và Gloucestershire". Nó cũng hình thành một khu vực đơn nhất được gọi là quận Herefordshire. Giáp các quận nghi lễ Anh Shropshire phía bắc, Worcestershire về phía đông, Gloucestershire phía đông nam, và các hạt của Wales Gwent phía tây nam và Powys về phía tây. Hereford là một thành phố nhà thờ chính tòa của hạt, với dân số khoảng 55.800 người, nó cũng là khu định cư lớn nhất.
Hạt này là một trong những hạt dân cư thưa thới và tỷ lệ nông thôn cao nhất trong các hạt ở Anh, với mật độ dân số 82/km ² (212/sq dặm). Việc sử dụng đất chủ yếu là cho canh tác và hạt nổi tiếng với trái cây và sản xuất rượu táo, và giống gia súc Hereford.